# Diablos de Chuao
Los Diablos danzantes de Chuao, al igual que los Diablos de Yare se realizan el día de Corpus Christi en la parroquia de Chuao, Municipio Santiago Mariño, del estado Aragua, Venezuela.
La gran diferencia con respecto a los Diablos de Yare, es que sus máscaras son negras y llevan una cinta tricolor, y los capitanes portan en ella barba en vez de los representativos cuatro cuernos. Su vestimenta es multicolor con dibujos coloridos (Los diablos de Yare visten totalmente de rojo).
El día de Corpus Christi, los diablos en muchos lugares del centro-norte del país se bailan. Ésta es una celebración muy vieja de origen español, y la incorporación de los diablos a la celebración es explicada por algunos folkloristas como la representación del demonio en comparación con el Santísimo. En Chuao, el centro tradicional de la cultura del cacao y del café, los hombres agrupados en la fraternidad al Santísimo organizan la celebración, dirigen las pruebas y mandan a los iniciados. Las telas muy llamativas de los juegos de vestido de los diablos, las descargas del promedio, los zapatos de la lona, las máscaras hechas en casa con los pedazos afilados y las cintas de colores, y cargan generalmente un maraca y un mandador para marcar el tiempo. El instrumento principal es la «caja» o redoblante. La celebración delante de comienza el día miércoles con la caída de los diablos en la iglesia. En dos filas apretó, los diablos se acuestan a la tierra, «entrega» antes del Santísimo. El jueves, el Santísimo es quitado en la procesión por la ciudad. En su honor, se ejecutan las danzas diversas. Los diablos bailan sin resto durante tres días para pagar las promesas que han hecho a través del año. Durante la celebración, están entrando en las casas de los miembros de la fraternidad, donde las ofertas una beben y alimento a ellos. Los capitanes de la fraternidad tienen la obligación de decir a los diablos cada cierta hora, para detectar si el demonio se ha filtrado entre ellos.

## Declaración de Patrimonio Cultural Inmaterial de la Humanidad
Los Diablos danzantes de Corpus Christi ingresaron, junto con otras 11 cofradías del país, a la lista representativa del Patrimonio Cultural Inmaterial de la Humanidad que aprueba la Organización de la Naciones Unidas para la Educación, Ciencia y la Cultura (Unesco), en París, el 6 de diciembre del año 2012.
Once cofradías, enraizadas en igual número de comunidades de Venezuela desde hace cerca de cuatrocientos años, se rinden ante el Santísimo Sacramento, el noveno jueves después del Jueves Santo, integrados a la celebración católica del Corpus Christi. En cada una de estas comunidades, las vestimentas, los bailes e instrumentos utilizados son diferentes, pero tienen en común una ceremonia plena de religiosidad popular, devoción y fe desprendida, en la que concurren los elementos de las culturas africanas y originarias, en una tradición transmitida de padres a hijos, signada por la participación popular, la resistencia cultural, el desarrollo de vínculos solidarios y la celebración de la espiritualidad.
Cada una de estas diabladas, que hoy se consideran Patrimonio Cultural Inmaterial de la Humanidad, constituyen una expresión profunda de la venezolanidad y nos hacen sentir orgullosos de nuestra condición de pueblo multiétnico y pluricultural, perseverante y hermanado en la tarea de fortalecer nuestro destino de patria independiente y soberana.
Este reconocimiento de la UNESCO a los Diablos Danzantes de Corpus Christi de Venezuela proyecta con intensidad al pueblo venezolano en el resto del mundo, desde una de sus prácticas culturales de mayor arraigo y trascendencia, y lleva un mensaje de amor, paz y solidaridad para todos los pueblos.